# Dick Richards
Dick Richards (Nueva York, 1936) es un director, productor y guionista de cine estadounidense.

## Biografía
Tras trabajar como fotógrafo, Richards dirigió cortos publicitarios para Life Magazine, General Motors, Pepsi Cola, Volkswagen, Coca-Cola, Procter & Gamble, etc., faceta en la que fue muy galardonado.
Su carrera cinematográfica empezó al escribir y dirigir guiones de películas del oeste o westerns, como The Culpepper Cattle Co. (1972), y continuó con filmes de cine negro como Adiós, muñeca (1975), tercera adaptación de la novela homónima de Raymond Chandler, y la más posterior Heat (1986). Otras películas fueron March or Die (1977), y Man, Woman and Child (1983). Fue considerado para dirigir Tootsie (1982), pero complicaciones con la script le hicieron asumir el papel de productor, por el cual recibió una nominación de la Academia.

## Jaws (Tiburon)
Le ofrecieron dirigir JAWS pero tras varios comentarios fuera de lugar y no entender el concepto, producción buscó otro director.
La frase fue: "Siempre quise dirigir una pelicula sobre ballenas".

## Filmografía como director
- Coraje, sudor y pólvora (The Culpepper Cattle Company, 1972, también guionista)
- Rafferty and the Gold Dust Twins (1975)
- Adiós, muñeca (Farewell, My Lovely, 1975)
- Marchar o morir (March or Die, 1977, también productor y guionista)
- Valle de la Muerte (Death Valley, 1982)
- Un hombre, una mujer, un hijo (Man, Woman and Child, 1983)
- Heat (1986, como D. L. Richards)

## Premios y nominaciones
Premios Óscar
| Año  | Categoría      | Película | Resultado |
| ---- | -------------- | -------- | --------- |
| 1983 | Mejor película | Tootsie  | Nominado  |